# Kronenbraten

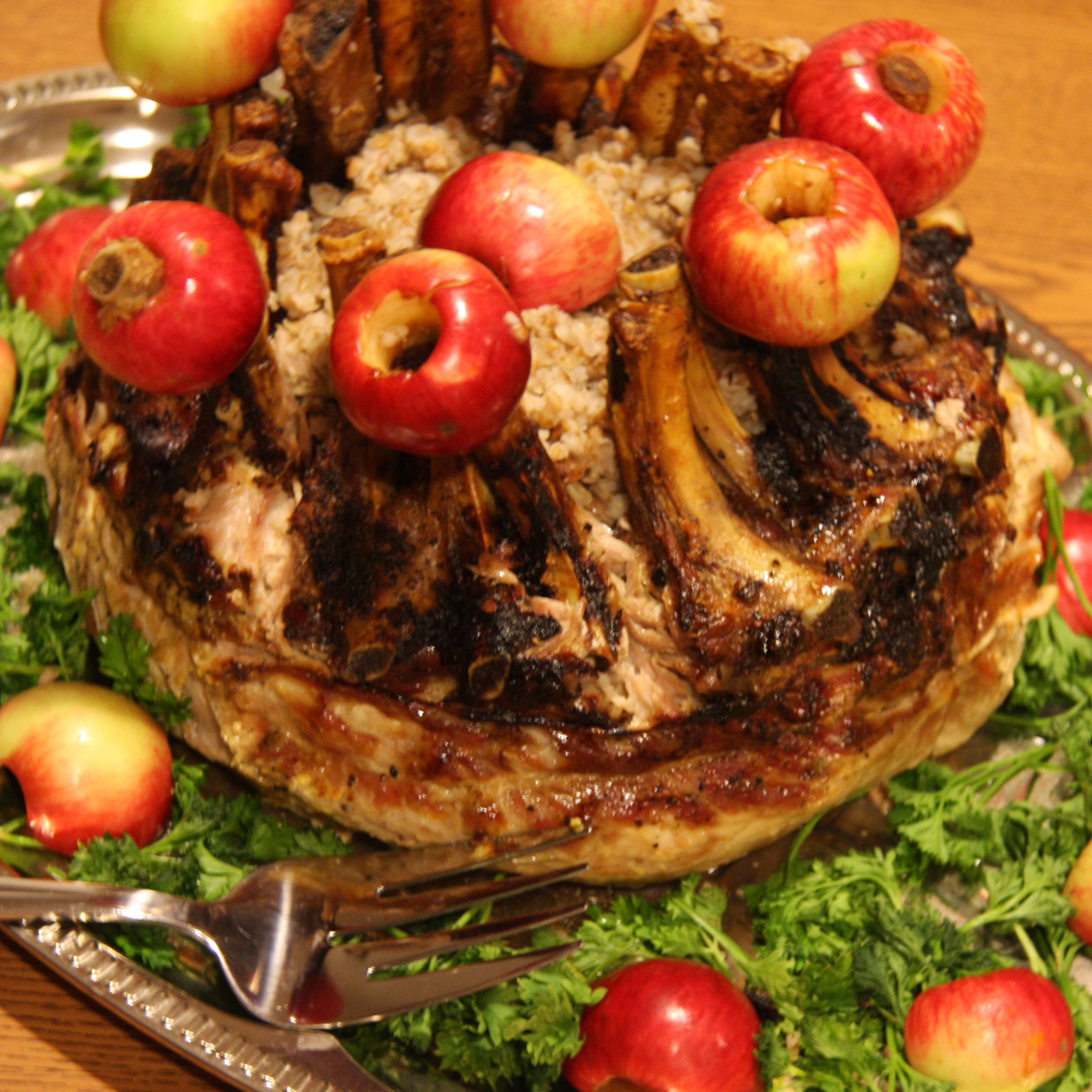
Ein Kronenbraten mit Äpfeln

Kronenbraten oder kurz Krone ist eine Zubereitungsmethode, bei der Kotelettstücke rund, in Form einer Krone, gebunden werden. Die Rippenknochen bilden dabei die Zacken der Krone. Der Kronenbraten wird beispielsweise aus Koteletts vom Kalb oder Lamm hergestellt, und die Krone kann vor oder nach dem Braten beliebig gefüllt werden.
Der englische Begriff lautet crown roast. Solche, aus Lamm- oder Schweinerippen, zählen in den USA zu den Feiertagsbraten, und seit der Ausbreitung der indischen und der karibischen Küche kommen auch solche vom Zicklein infrage.
Des Weiteren werden auch Frankfurter Würstchen zu crown roasts gebunden. Die Anwendung des Begriffs crown roast auf Geflügelfleisch ist eine viel jüngere Entwicklung.

## Geschichte

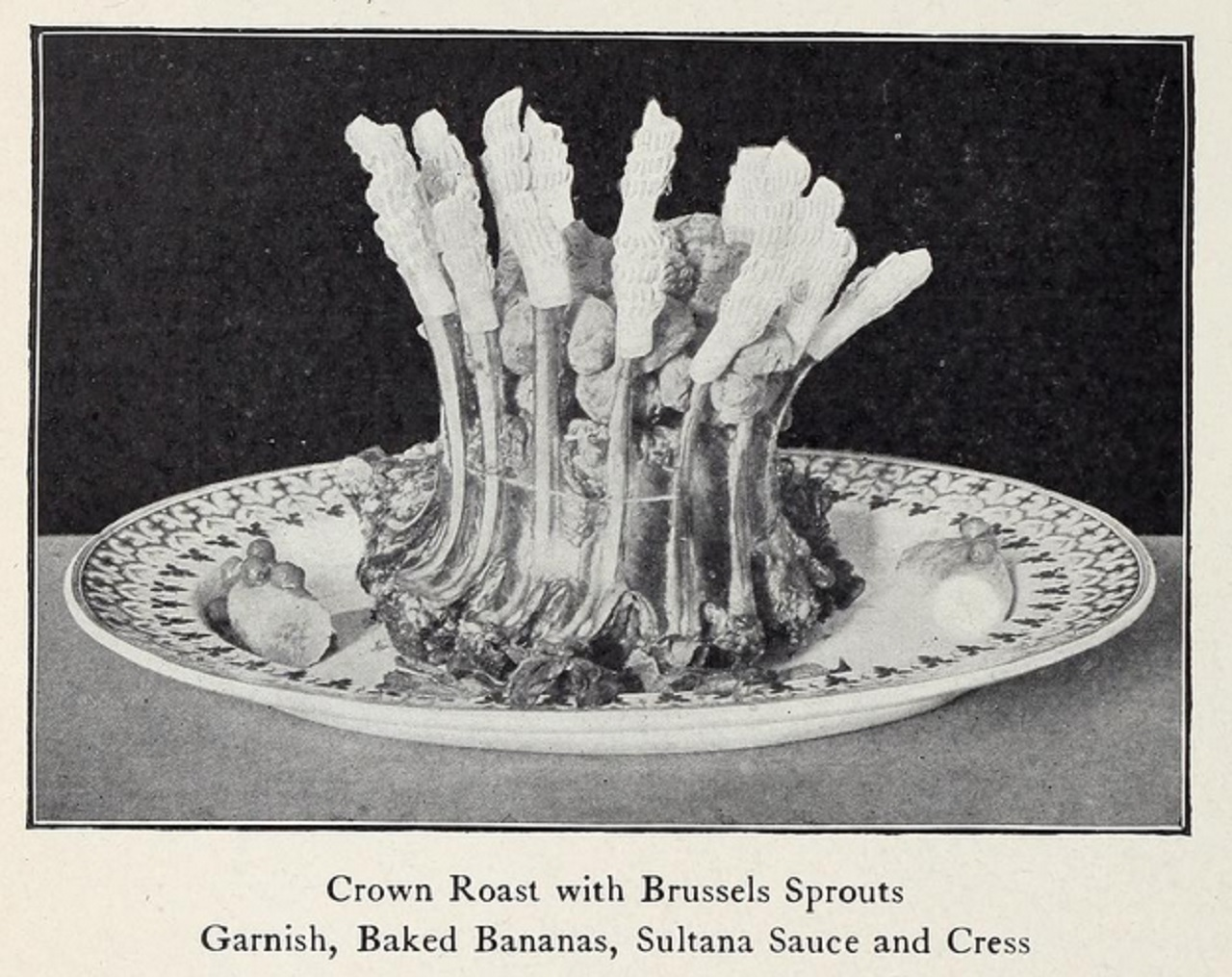
Crown roast (Rezept aus den USA, um 1900)

Laut der Transliteration des Ägyptologen James H. Breasted wird in der ägyptischen Papyrusrolle Papyrus Edwin Smith ein Rippenbraten erwähnt, womit vermutlich eine Lammkrone gemeint ist.
Ein Kronenbraten galt schon Ende des 19. Jahrhunderts als eine besonders vornehme Art der Speisenzubereitung. Ursprünglich meinte die Bezeichnung einen Kronenbraten aus Lammrücken, der in einem Kreis zusammengenäht oder aufgespießt ist. Der Begriff wird im Folgenden dann auch für ähnliche Konstruktionen aus Schweine- oder Kalbsrippen gebraucht. Der Begriff crown roast scheint vergleichsweise modern und US-amerikanischen Ursprungs zu sein, er wurde wohl nicht vor 1934 aufgezeichnet. Fannie Merritt Farmer erwähnt aber bereits 1912 in ihrem New Book of Cookery eine roast crown (deutsch: „Bratenkrone“).
Die deutschen Begriffe Kalbskrone und Lammkrone erscheinen in Aechte deutsche Kochkunst, einem 1909 in den USA erschienenen Kochbuch mit kaum adaptierten deutschen Rezepten, das häufig nachgedruckt wurde.

## Herstellungsweisen

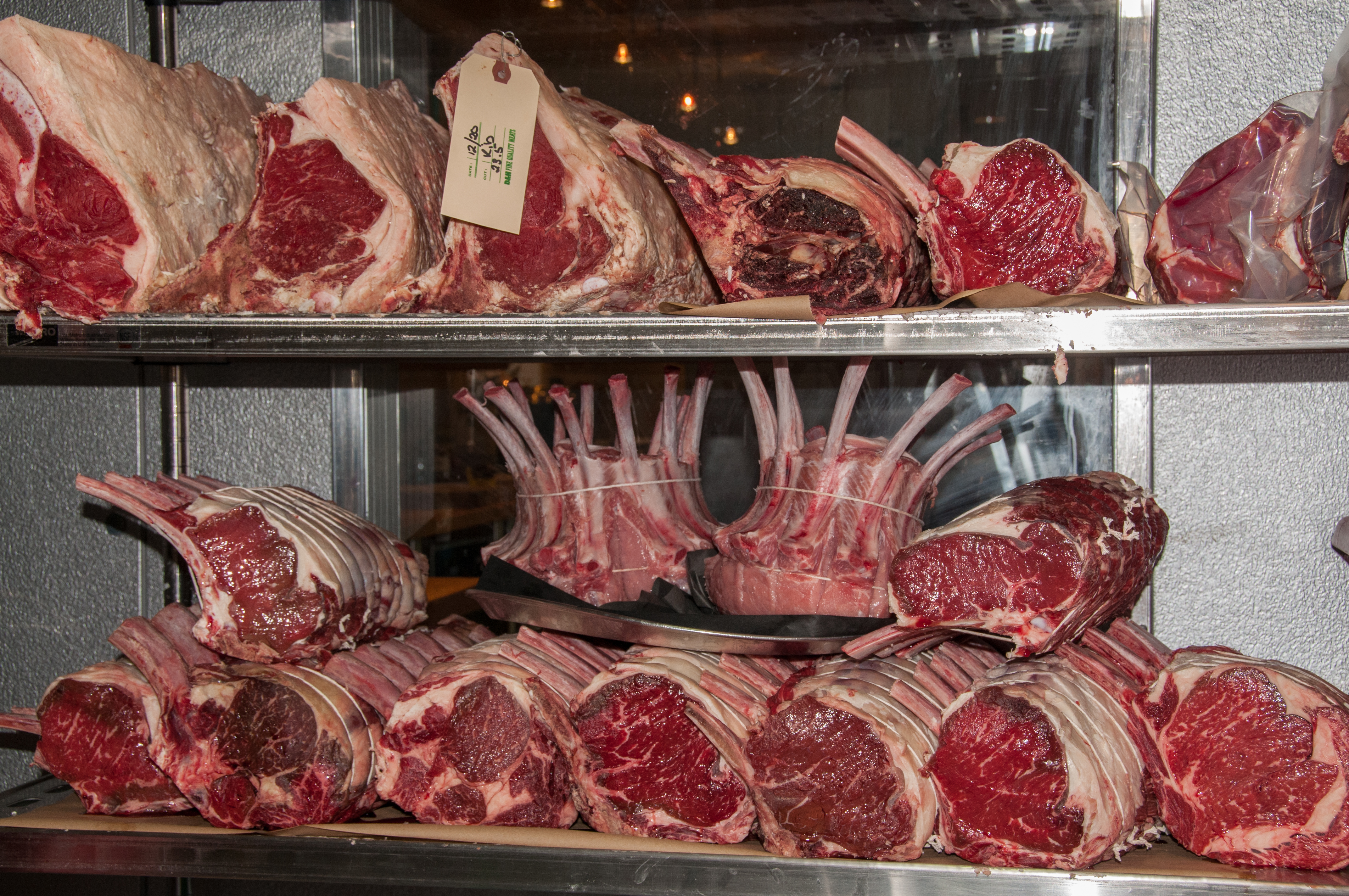
Verschiedene, fertig vorbereitete Braten – mittig zwei Kronenbraten

Um eine Krone aus Kotelettstücken herzustellen, gibt es zwei Möglichkeiten: mit oder ohne Rückenknochen.
Um Kotelettstücke im Ganzen zu verwenden, werden die Rippenknochen etwas freigelegt und die Innenseiten des Kotelettstücks zwischen den Rippen leicht eingesägt oder mit einem Ausbeinmesser eingeschnitten, damit das Rippenstück rundgebogen werden kann. Das Kotelettstück (oder auch mehrere) wird (werden) dann mit der Innenseite nach außen mit Küchengarn zur Krone gebunden oder mit einer Dressiernadel zusammengenäht. Für die zweite Methode wird das Rückgrat entfernt, sodass nur die zusammenhängenden Rippen übrigbleiben. Diese Krone ist instabiler, daher wird während des Bratens ein passendes feuerfestes Gefäß in die Mitte gestellt.
Für die Crown Roast of Frankfurters werden Würstchen mit Küchengarn mithilfe einer Nadel jeweils am oberen und am unteren Rand aneinandergereiht und zu einer Krone gebunden.
Für Kronenbraten aus Hühnerfleisch werden einem Brathähnchen Beine und Rücken entfernt. Ein Turkey crown roast (deutsch etwa „Truthahnkrone“) bezeichnet hingegen die Zubereitung der Brust des Vogels ohne dessen Beine und Flügel.